# Reino de Benín

Reconstrucción de la bandera de Benín capturada por los británicos en 1897, que hoy se puede ver en el Museo Marítimo Nacional.

El Reino de Benín, Imperio de Benín, Reino Edo o Imperio Edo fue un antiguo estado africano, famoso por su arte estatuario en bronce, que tuvo su centro en la ciudad homónima (Ciudad de Benín) situada al sudoeste de la actual Nigeria. País rico por el comercio de marfil, pimienta, aceite de palma y esclavos, fue sometido por los británicos en 1897.

## Orígenes
El reino de Benín está ligado por su tradición al pueblo yoruba. Su fundador fue, según parece, Eweka, príncipe vinculado a Ife, considerada tanto por Benín como por los yorubas la ciudad sagrada, la que acoge el cráneo de los soberanos muertos.
Hacia el siglo XII, la región densamente arbolada alrededor de la ciudad de Benín, en lo que es hoy el sudoeste de Nigeria, estaba habitada por pueblos de lengua edo (o bini) divididos en varias decenas de minúsculas jefaturas que luchaban entre sí. Según la tradición, cuando los diversos jefes decidieron unificarse eligieron a Oranyan (Oranmiyan), soberano de Ife, como su rey. Oranyan permaneció un corto periodo de tiempo en la ciudad de Benín, el suficiente para engendrar un hijo con una hija de un jefe local. Este hijo, Eweka (Eveka), es considerado el primer rey, u oba, de Benín. Algunos historiadores sugieren que esta leyenda puede ocultar la desagradable verdad de que Benín estaba en ese momento dominada por extranjeros; pero de lo que no quedaría duda es que la realeza edo posee un origen extranjero.
El reino no llegó nunca a ser muy extenso. En algunos momentos la autoridad de sus soberanos apenas si se extendía más allá de la ciudad y de sus inmediatos alrededores. Pero, durante su apogeo en el siglo XVII, limitaba al este con el río Níger, al sur con el océano Atlántico, al norte con la sabana y al oeste con los reinos yorubas. En dicha época, el reino, según las fuentes holandesas, podía movilizar 20.000 a 100.000 lanzas. Preferían usar mulas a caballos en la guerra por su mayor resistencia.

## Apogeo y decadencia
Las crónicas han conservado el nombre de algunos soberanos u oba: Ewedo, en el siglo XIII, organiza la corte real. El duodécimo soberano, Ewuare o Evaré el Grande, reina a mediados del siglo XV e incrementa su poder realizando importantes reformas. Entre otras cosas, intentó reducir la influencia del uzama, un cuerpo de jefes hereditarios que participaban en la elección del oba, instituyendo el carácter hereditario del rey a través de su hijo primogénito. Buscó también encontrar un contrapeso político al uzama creando nuevas categorías de jefes, los "jefes de palacio" y "jefes del pueblo" que eran nombrados por él. Según la tradición, Ewuare construyó un sistema monumental de murallas y fosos alrededor de la ciudad de Benín, además de incrementar grandemente el territorio bajo su control.
En 1484, Ozolua, decimoquinto oba, recibe la visita del portugués Joao Affonso d'Aveiro, que trae las primeras armas de fuego y las primeras semillas de coco, iniciándose desde entonces un continuado comercio con los europeos, a la vez que hacían su presencia los primeros misioneros cristianos. El oba Esigie, que gobernó aproximadamente entre 1504 y 1547, estableció con los portugueses unas beneficiosas y estables relaciones comerciales; incluso se dice que aprendió a hablar y leer en portugués.
Benín, que primeramente vendió pimienta y luego esclavos a los portugueses, fue la primera potencia de la llamada “Costa de los Esclavos” en tener armas de fuego y sus gobernantes usaron los mosquetes para llegar hasta Bonny en el este y hasta Eko (Lagos) en el oeste. Durante el siglo XVII, Benín llegó a ser una fuente importante de esclavos. Sin embargo, al terminar dicho siglo, la competencia de otras poblaciones yorubas elevó el precio de los esclavos sacados de Benín e hizo que los europeos buscaran mejores precios en Ouidah (Whydah) y Calabar. Conforme Benín declinaba económicamente crecían sus conflictos internos y el sacrificio religioso de humanos se volvió más común.; Richard Francis Burton escribió sobre los sacrificios en Benín la década de 1860.  El oba siguió siendo el centro sagrado de Benín, pero a su alrededor remolinearon los conflictos entre nobles hereditarios, individuos que ostentaban títulos dentro de las diferentes asociaciones de partidarios palaciegos, representantes rituales de la gente común y miembros de las asociaciones comerciales que controlaban rutas entre la costa y los mercados del interior. Esta divergencia de intereses llevó a revueltas internas y, finalmente, en las postrimerías del siglo XVIII, Benín se encontró con que había desaparecido gran parte de su poder.

## Conquista británica
Como en muchas otras partes de África Occidental, la economía de Benín sufrió un descalabro a partir de 1807 con la decisión británica de combatir el comercio de esclavos. Por esa misma época, el reino de Benín se vio asediado por los continuos ataques de los poderosos estados musulmanes del norte, que como en el caso del reino Nupe, le arrebataron parte de los territorios periféricos septentrionales. Al oeste, el estado yoruba de Ibadán le fue igualmente arrebatando el control sobre algunas zonas fronterizas. No obstante, durante el siglo XIX, el reino manifestó una extraordinaria capacidad de resistencia, debida al prestigio de la monarquía y a la firmeza de su organización interna.
Finalmente, Benín sucumbió ante la presión del colonialismo europeo. Aunque el reino había firmado un tratado de protección con los británicos en 1892, defendía enérgicamente su soberanía. Por supuesto que esto no fue tolerado en esa época y, utilizando como excusa la muerte del cónsul general británico interino y de otros cinco británicos, que viajaban a Benín, en 1897 los británicos enviaron una expedición de castigo integrada por unos 1.500 hombres y comandada por el almirante Harry Rawson. Aunque al oba Ovonramwen le hubiera gustado someterse, la mayoría de sus jefes decidió hacer frente a la invasión y reunió un ejército. Pero fueron derrotados y la capital, saqueada de sus valiosos tesoros, fue después quemada.
Esta guerra significó el fin de la independencia del reino, que quedó incorporado al imperio colonial británico como parte del Protectorado del Sur de Nigeria. El oba Ovonramwen fue depuesto y exiliado en Calabar y, aunque la monarquía beniana se reinstauró en 1914, los obas no ejercieron más un poder efectivo.

## Arte y religión

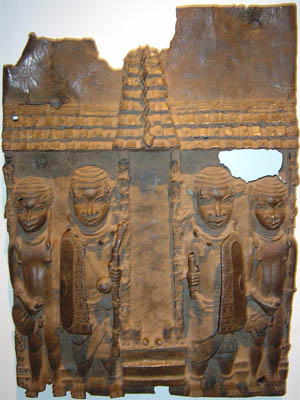
Placa de latón del que representa la entrada del Palacio del Oba de Benín.

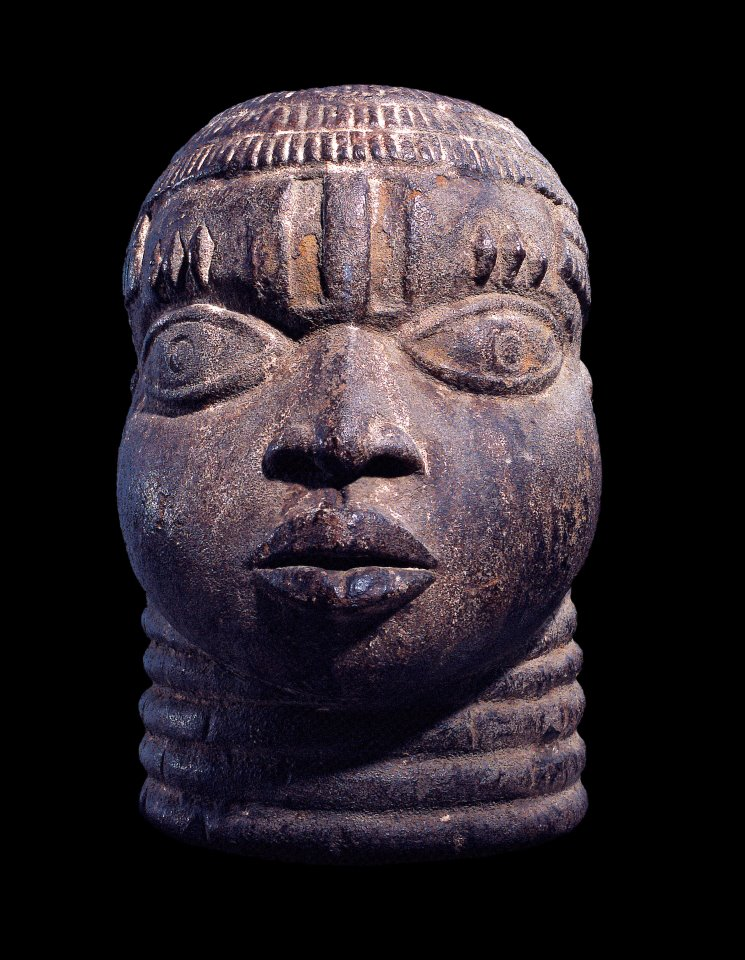
Cabeza de personaje. Antiguo Reino de Benín

Benín fue el reino africano que desarrolló un arte escultórico más completo y perfecto, por encargo de sus oba o reyes, en materiales tan diversos como bronce, hierro, marfil, cerámica y madera. El arte africano figurativo se refugió en el reino de Benín, conforme el islam con su prohibición de realizar esculturas de seres vivos fue avanzando por los distintos reinos negros. En Benín se realizaron magníficas estatuas, máscaras, representaciones divinas de antepasados, y también objetos más modestos e instrumentos musicales, siendo las piezas más antiguas hasta ahora conservadas unas máscaras del siglo XV.
Entre todos los objetos mencionados hay que destacar las magníficas piezas fundidas en bronce –o latón- mediante el procedimiento de la “cera perdida”. Cabezas de reyes y reinas -en especial las cabezas de reinas madre, de bellos y delicados rostros y graciosos tocados-, figuras humanas y de animales, máscaras de felinos y, sobre todo, placas en alto relieve con escenas de caza y de la corte, en las que aparecen representados soldados portugueses, fueron realizadas con una riqueza de detalles y una habilidad de ejecución verdaderamente excepcionales. Estas esculturas de Benín son hoy consideradas obras que, después de sufrir una significativa influencia de Ife, se desarrollaron según un estilo local. Las piezas más antiguas se remontan, por lo menos, al siglo XV y prueban, como en el caso de Ife, la existencia de un arte sumamente evolucionado en Nigeria meridional. A partir del siglo XVIII el arte de los broncistas de Benín entró en una progresiva decadencia; las cabezas de los obas se hicieron cada vez más estereotipadas, la fundición perdió calidad y aumentó el grosor del material empleado.
Los marfiles también constituyen obras muy notables: brazaletes, máscaras, ornamentos y grandes colmillos de elefante tallados o en relieve con motivos tradicionales. En particular, los magníficos colmillos de elefante forman parte de leyendas, juntamente con una sucesión de elementos que tenían la función de conmemorar hechos históricos o gestas militares.
Este arte tenía una función político-religiosa en las ceremonias de culto y en los rituales de los reyes, cuyos poderes tenían casi siempre una base religiosa.
Los sacrificios humanos, en ocasiones masivos, constituían una práctica corriente en Benín y las fiestas estaban acompañadas de ceremonias sangrientas. Esto se manifestaba especialmente durante las ceremonias anuales dedicadas al culto hacia los obas difuntos y a la divinización del oba reinante, y que implicaban la realización de sacrificios masivos de los prisioneros de guerra.

## Organización política y social

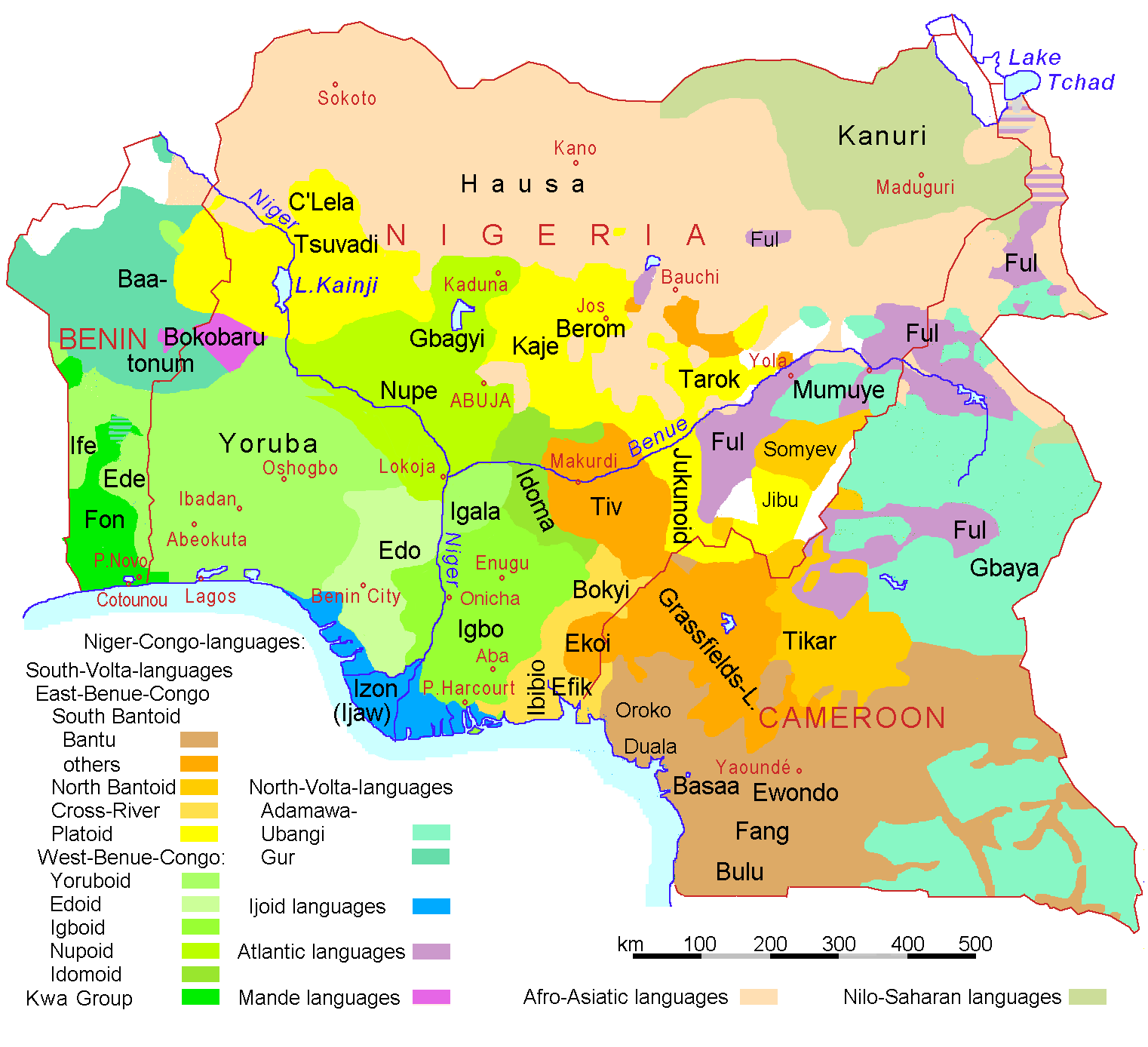
Actuales lenguas de Nigeria: al norte del delta del Níger, en el estado de Edo, se sigue hablando el idioma edo, la lengua principal del reino de Benín.

La civilización de Benín fue básicamente urbana, con un monarca divinizado y despótico, aunque controlado por sociedades secretas político-religiosas.
Los oba o reyes detentaban todos los poderes y estaban supuestamente dotados de fuerzas sobrenaturales, manteniéndose alejados del pueblo, excepto en las grandes ceremonias religiosas en las que se efectuaban sacrificios humanos. La base del poder económico de los obas era el monopolio sobre el comercio de esclavos, de marfil y las semillas de palma; esta riqueza les permitió crear la gran ciudad de Benín, su residencia, de forma rectangular y rodeada de una alta muralla de barro con un gran foso, con casas de arcilla en calles rectangulares en donde había altares en los que se rendía culto a los antepasados. El gran palacio del oba, era a su vez una ciudad dentro de la ciudad, rodeado por un recinto amurallado en donde se encontraban varios edificios y patios.
A principios del siglo XVII los mercaderes holandeses describían Benín como una ciudad con calles «siete u ocho veces más anchas que la calle Warmoes de Ámsterdam» que avanzaban en línea recta hasta donde los ojos podían ver. Solo el palacio del rey «ocupaba tanto espacio como la ciudad de Haarlem, y se halla amurallado... con finas galerías, la mayoría de las cuales son tan grandes como las de la Lonja en Ámsterdam. Están sostenidas por columnas de madera incrustadas con bronce, donde están representadas sus victorias, y se mantienen escrupulosamente limpias».
Frente a los nobles hereditarios (los uzama), cuya importancia fue declinando con el tiempo, el poder administrativo dependía de las tres asociaciones de palacio (otu) cuya autoridad estaba contrarrestada por el poder civil de los jefes de la ciudad que controlaban el tributo, el trabajo y las tropas del oba.
En contraste con Oyo, donde los soberanos debían vérselas con una nobleza hereditaria, el Estado de Benín contenía una plétora de asociaciones que permitían a la gente común avanzar en la escala social. Estas asociaciones, que recuerdan a las existentes en la región del río Níger situada al este, eran cuerpos organizados de comerciantes y gentes con títulos. A la vez que Benín prosperaba, probablemente estas asociaciones ensanchaban la base de apoyo de la autoridad del rey entre la población nativa.
La venta de esclavos era una de las bases económicas de Benín. El rey controlaba estrechamente las actividades comerciales, pero a expensas de la vitalidad económica del reino; contradicción que pondrá de manifiesto el incremento de las dificultades entre el palacio, por un lado y, por el otro, los traficantes africanos, irritados por el peso de las caducas reglas comerciales.

### Obas (reyes) de Benín
1. Eweka (su fundador) I (h. 1180 - 1245)
2. Uwuakhuahen (1246 - 1250)
3. Ehenmihen (1250 - 1260)
4. Ewedo (1260 - 1274)
5. Oguola (1274 - 1287)
6. Edoni (1287 - 1292)
7. Udagbedo (1292 - 1329)
8. Ohen (1329 - 1366)
9. Egbeka (1366 - 1397)
10. Orobiru (1397 - 1434)
11. Uwaifiokun (1434 - 1440)
12. Ewuare el Grande (1440 - 1473)
13. Ezoti (1473 - 1475)
14. Olua (1475 - 1480)
15. Ozolua el Conquistador (1480 - 1504)
16. Esigie (1504 - 1547)
17. Orhogbua (1547 - 1580)
18. Ehengbuda (1580 - 1602)
19. Ohuan (1602 - 1656)
20. Ohenzae (1656 - 1661)
21. Akenzae (1661 - 1669)
22. Akengboi (1669 - 1675)
23. Akenkbaye (1675 - 1684)
24. Akengbedo (1684 - 1689)
25. Oreoghene (1689 - 1701)
26. Ewuakpe (1701 - 1712)
27. Ozuere (1712 - 1713)
28. Akenzua I (1713 - 1740)
29. Eresoyen (1740 - 1750)
30. Akengbuda (1750 - 1804)
31. Obanosa (1804 - 1816)
32. Ogbebo (1816)
33. Osemwende (1816 - 1848)
34. Adolo (1848 - 1888)
35. Ovonramwen (1888 - 1897) (Derrocado y exiliado por los británicos)